# Тимченко (населений пункт)
Ти́мченко (рос. Тимченко) — населений пункт без офіційного статусу у складі району імені Поліни Осипенко Хабаровського краю, Росія. Знаходиться у міжселенній території району імені Поліни Осипенко.

## Населення
Населення — 2 особи (2010; 1 у 2002).
Національний склад (станом на 2002 рік):
- росіяни — 100 %